# 시중대
시중대(侍中臺)는 통천군 흡곡(翕谷)에 있는 시중호(侍中湖)에 있던 누대(樓臺)다.시중호는 강원도 통천군 강동리와 송전리에 걸쳐 있는 호수로, 본래 바다가 육지 속으로 파고들어와 작은 만(灣)을 이룬 곳이 모래사장에 의해 만의 입구가 막히면서 형성된 넓이 2.36km2, 둘레 15km, 수심 3.4m의 석호(潟湖)이다.
호숫가에서 바다까지의 거리는 약 300m이고 해수욕장과 진흙 온천장으로도 유명하다.

## 흡곡
흡곡은 본래 고구려의 습비곡현(習比谷縣)으로, 통일신라 때 습계(習磎)로 개칭되었고, 고려 때 이르러 흡곡현이 되었다. 이는 조선에서도 그대로 유지되었다. 이후 흡곡현은 고종 32년(1895) 지방제도 개편에 따라 흡곡군이 되었으며, 1910년 통천군에 통합되었다.

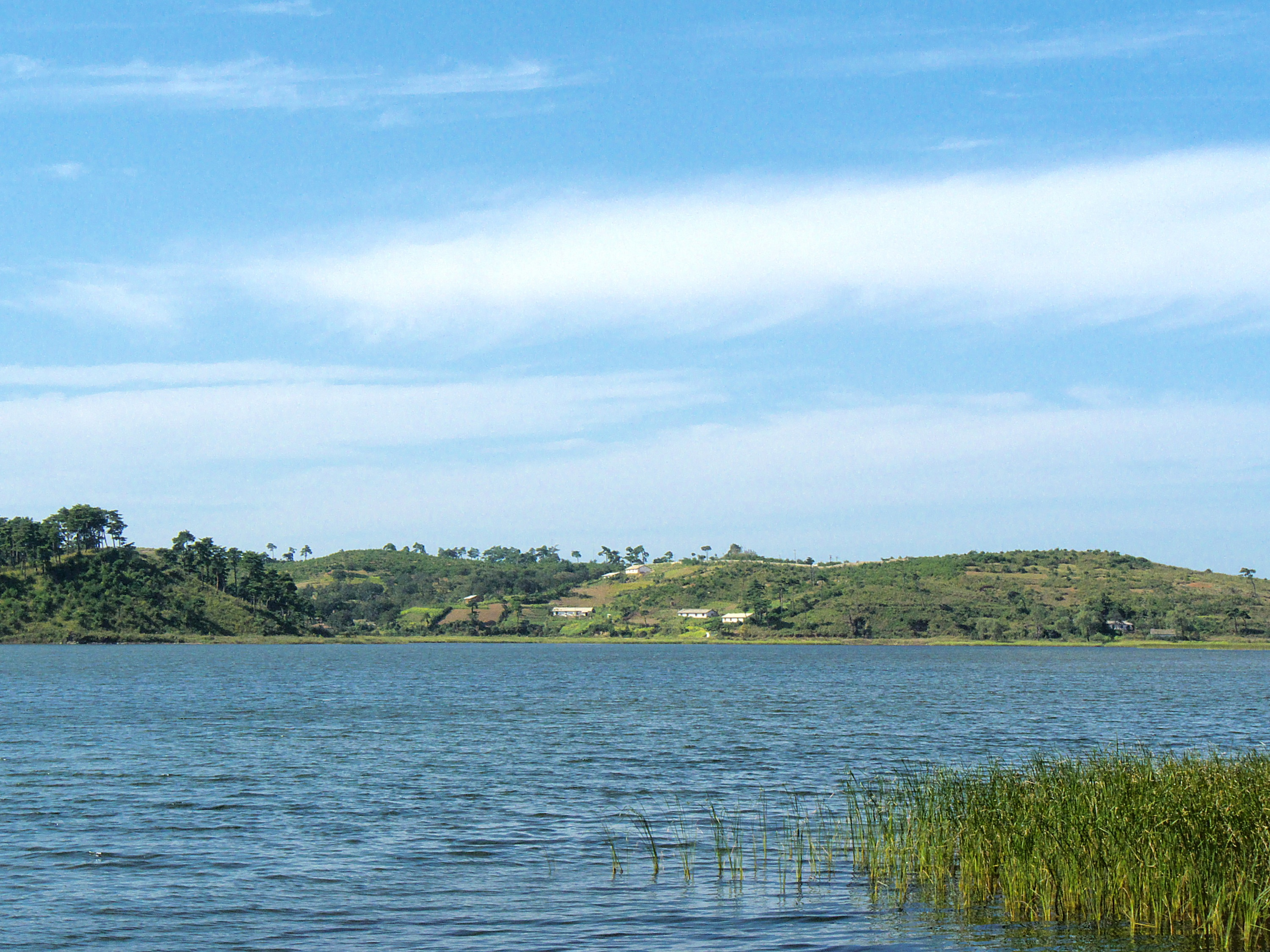
시중호 (侍中湖)
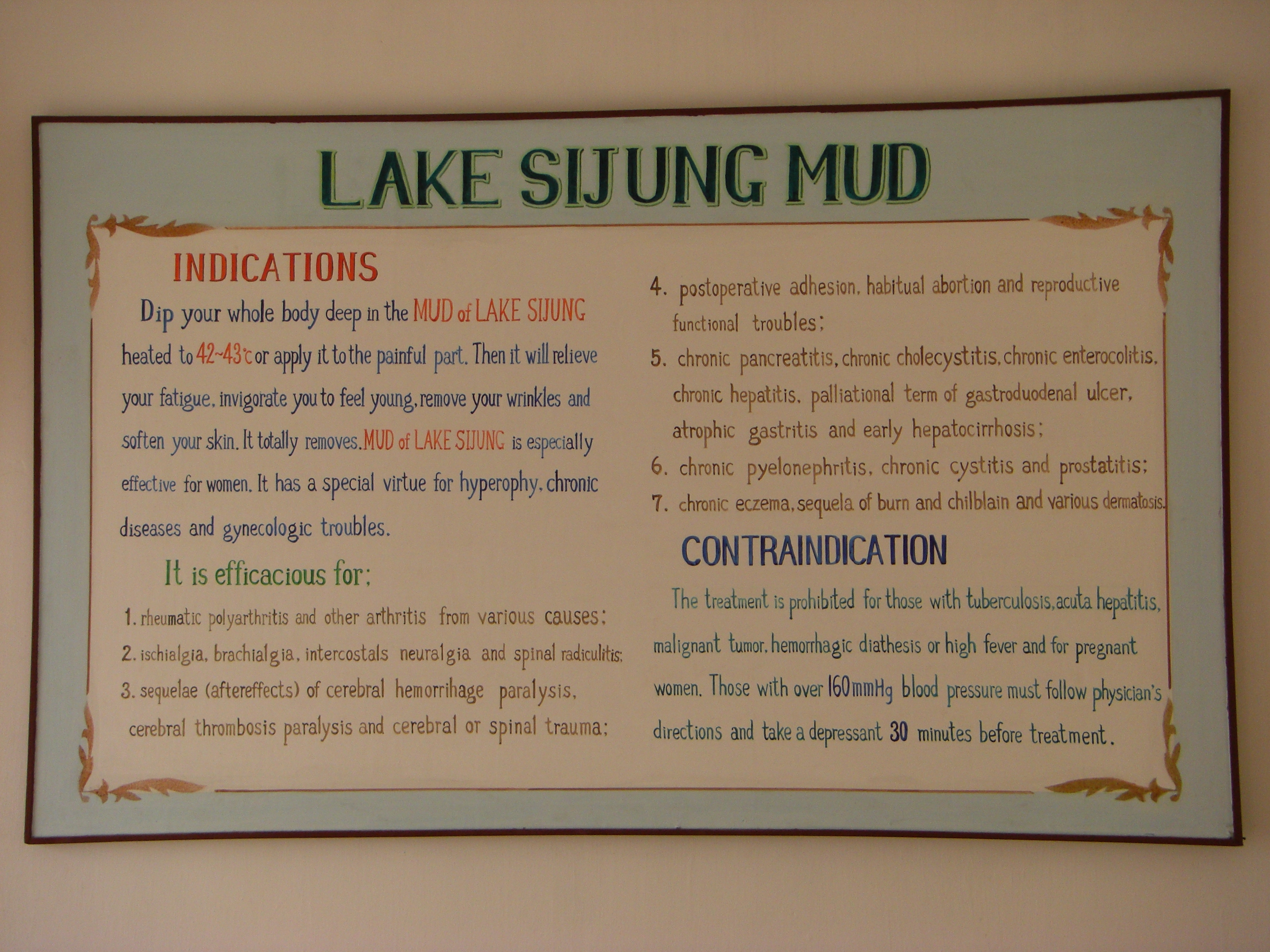
시중호텔
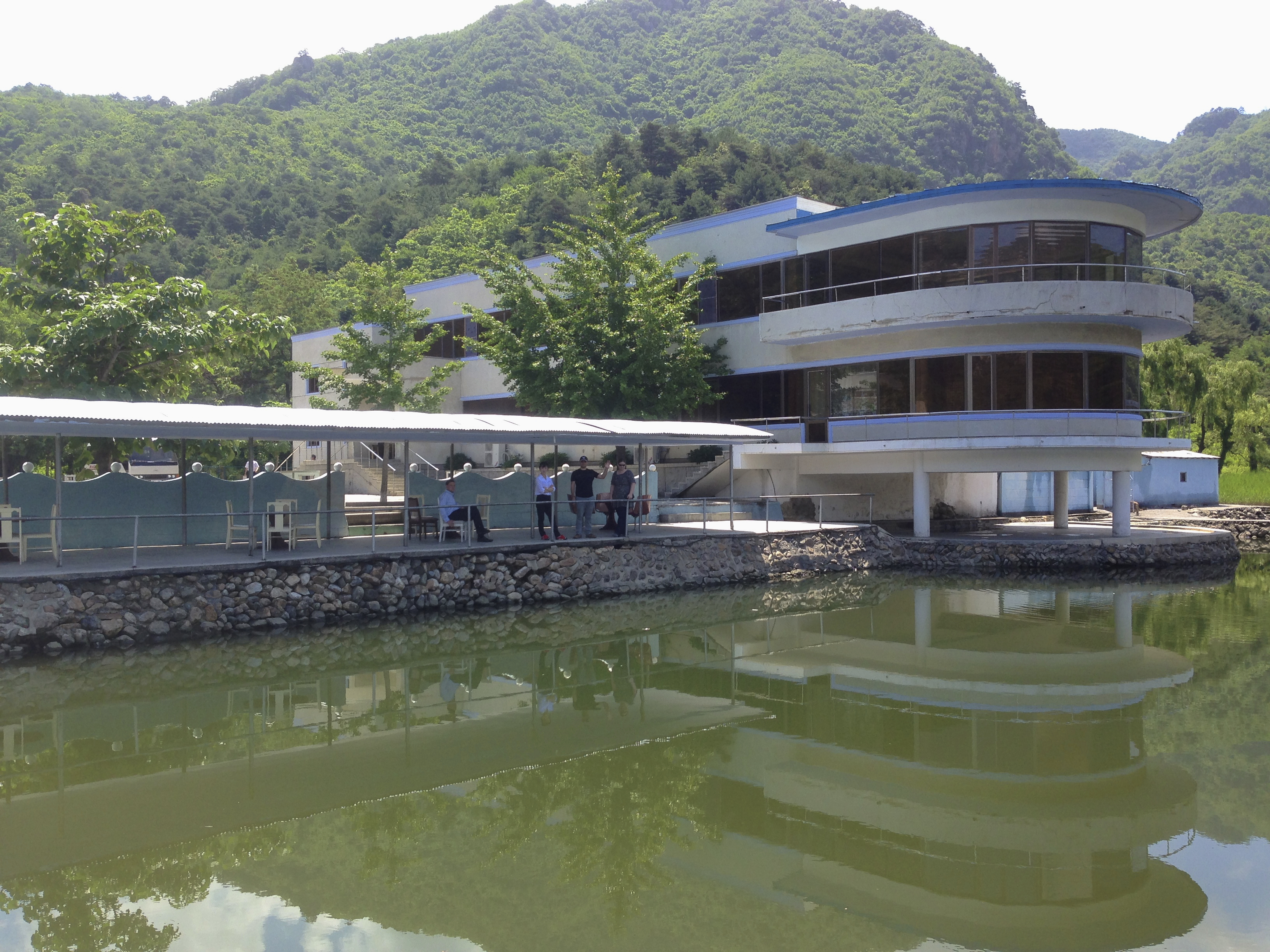
시중호